# 君度
君度（法語：Cointreau，發音：[kwɛ̃.tʁo]）是一款法国出品的白橙皮酒），可以作为餐前酒和餐后酒饮用，并且是多款著名的鸡尾酒的配方。

## 生产
君度酒厂是1849年由法国昂热的糖果制造商Adolphe Cointreau以及他的兄弟Edouard-Jean Cointreau建立的。他们最初的成功产品是一款黑莓力娇酒Guignolet。随后他们将甜橙和苦橙的皮与甜菜发酵的酒精混合起来，并大获成功。第一瓶君度于1875年出售，刚开始的时候名字叫做“Curaçao Blanco Triple Sec”。那段时间，超过150个国家，每年总共有一千三百万瓶君度售出，其中9成以上为出口到国外。该品牌一直是Cointreau的家族企業，直到1990年与人头马合并成立了人头马君度集团，而成為股票公開發行的公司。
影响橙味甜酒品质的一大因素是其橙皮精油的含量，因此需要对酿酒使用的橙子精挑细选。君度使用的苦橙采购自全球各地，包括西班牙、巴西、海地和加纳等許多国家。
君度的蒸馏厂位于曼恩-卢瓦尔省昂热附近的圣巴尔泰莱米当茹。君度的制作方法和配方是家族秘密，但工厂向公众开放，只是许多地方被限制摄影，以保护生产流程不被复制。

## 饮用
除了可以直接饮用或加冰饮用外，君度也可以用来用来调制各种鸡尾酒，如玛格丽塔、大都会鸡尾酒和亡者复生2号。
将水兑入君度时，会产生乌佐效应。

## 君度酒博馆
君度酒博馆由Hicham Ettoumi和收藏家Pierre-Emmanuel Piquet成立，有3000平方米，展出近4000件君度相关物件。